# Prêmio Max Born (Optical Society)
O Prêmio Max Born (em inglês:  Max Born Award) é concedido pela Optical Society (antiga Optical Society of America) para "contribuições de destaque na óptica ondulatória", nomeado em memória de Max Born.

## Laureados
- 1982 Leonard Mandel
- 1983 Joseph W. Goodman
- 1984 Adolf Wilhelm Lohmann
- 1985 Roy Glauber
- 1986 Herch Moysés Nussenzveig
- 1987 Emil Wolf
- 1988 Girish Saran Agarwal
- 1989 Dietrich Marcuse
- 1990 Samuel L. McCall
- 1991 James Power Gordon
- 1992 Rodney Loudon
- 1994 Valerian I. Tatarskii
- 1995 F. Tito Arecchi
- 1996 H. Jeff Kimble
- 1997 Boris Ya. Zel'dovich
- 1998 Peter Zoller
- 1999 Alain Aspect
- 2000 Jagdeep Shah
- 2001 Bernard Yurke
- 2002 John Lewis Hall
- 2003 Howard John Carmichael
- 2004 David Pritchard
- 2005 Alexander E. Kaplan
- 2006 Richart Elliott Slusher
- 2007 Luigi Lugiato
- 2008 Peter W. Milonni
- 2009 Mordechai Segev
- 1983 Joseph W. Goodman
- 2010 Vladimir Shalaev
- 2011 Carlton Morris Caves
- 2012 Jean Dalibard
- 2013 Yaron Silberberg
- 2014 Costas Soukoulis
- 2015 John Joannopoulos
- 2016 Xiang Zhang